# Hydroptila thisa
Hydroptila thisa är en nattsländeart som beskrevs av Olah 1989. Hydroptila thisa ingår i släktet Hydroptila och familjen smånattsländor. Inga underarter finns listade i Catalogue of Life.